# Józef Sylwester Sosnowski
Pour les articles homonymes, voir Sosnovski.
Józef Sylwester Sosnowski armories Nałęcz (mort le 31 décembre 1783), greffier de Lituanie (pl) (1764-1771), voïvode de Smolensk (1771), hetman de Lituanie (1775-1780), voïvode de Połock (1781)

## Sources
- Notices d'autorité :   - VIAF
  - ISNI
  - Pologne
  - NUKAT

- (en) Cet article est partiellement ou en totalité issu de l’article de Wikipédia en anglais intitulé « Józef Sylwester Sosnowski » (voir la liste des auteurs).

- (pl) Cet article est partiellement ou en totalité issu de l’article de Wikipédia en polonais intitulé « Józef Sylwester Sosnowski » (voir la liste des auteurs).